# Jarmo Visakorpi
Jarmo Kustaa Visakorpi, född 8 mars 1931 i Helsingfors, är en finländsk läkare och professor.
Visakorpi blev medicine och kirurgie doktor 1960. Han verkade 1968–1972 som biträdande professor i pediatrik vid Helsingfors universitet och 1973–1975 som professor i medicinsk utbildning och som dekanus vid medicinska fakulteten vid Tammerfors universitet. Han var professor i pediatrik där 1975–1996, prorektor 1975–1981 samt rektor två gånger, 1981–1987 och 1993–1996. Från 1975 till 1996 var han ansvarig överläkare för pediatriska kliniken vid Tammerfors universitetssjukhus. 
Visakorpi är specialist i barnsjukdomar och i mag- och tarmsjukdomar hos barn. Han internationellt känd för sina vetenskapliga arbeten om mag- och tarmsjukdomar, speciellt celiaki, samt om näringslära och medfödda ämnesomsättningsstörningar. Han har deltagit aktivt i den högskolepolitiska debatten i Finland och har haft nationella och internationella uppdrag inom evalueringen av den högre utbildningen.
Han är sedan 1987 ledamot av Finska Vetenskapsakademien. Åren 1997–1999 verkade han som akademiens preses och 1999–2000 som ordförande för dess delegation.